# Adikts
Adikts je český dramatický televizní seriál režiséra Adama Sedláka. Premiérově byl uveden 9. ledna 2024 na iVysílání a od 24. ledna 2024 seriál vysílá kanál ČT1.
Vznikl ve spolupráci České televize, České asociace pojišťoven (od níž pochází námět) a Policie ČR. Seriál je součástí osvětové kampaně Zkratky určené pro mladé publikum a zaměřené na negativní dopady užívání drog. Původně se mělo jednat o dokument, režisér Sedlák se ale nakonec rozhodl pro seriálové zpracování.

## Synopse
Max, Mell, Ema, Robin a Soňa jsou studenti adiktologie, kteří se rozhodnou udělat experiment – vzít drogy, které mohou dočasně vyřešit problémy každého z nich. Na rozdíl od jejich očekávání se účinek drog pro každého stává trvalým.

## Obsazení
| Petr Uhlík             | Max Bergman              |
| Luciana Tomášová       | Mell                     |
| Martina Jindrová       | Soňa Vernerová           |
| Tadeáš Moravec         | Robin Čermák             |
| Kristýna Jedličková    | Ema Kovářová             |
| Lenka Dusilová         | prof. Dagmar Jensenová   |
| Jan Hájek              | prof. Jelínek            |
| Kristýna Martanovičová | Carmen                   |
| Barbora Bočková        | doktorandka              |
| Jana Kolesárová        | ministryně, matka Carmen |

## Kritika
Seriál se dočkal negativní kritiky z řad adiktologů, zdravotníků a lidí, kteří si prošli drogovou závislostí (např. Tereza Pergnerová), podle kterých stigmatizuje uživatele drog. Podle organizace Sananim, zabývající se pomocí drogově závislým, nemá seriál s adiktologií nic společného. Seriál kritizoval i adiktolog Aleš Kuda. Podle Adama Sedláka ale seriál svůj účel splnil, protože o tématu rozproudil debatu.